# 中國交通事故列表
中國交通事故屬於中國災難史的一部份，包括以下：

## 空難

### 1950年代
解放軍擊落國泰航空事故1954年7月23日 · 克什米尔公主号事件1955年4月11日

### 1970年代
林彪空難1971年9月13日

### 1980年代
中国民航3303号班机空难1982年4月26日（桂林4·26空难） · 中国民航2505号班机劫机事件1982年7月25日 · 1982年中国子爵号劫机事件1982年7月30日 · 日本航空792號班機事故1982年9月17日 · 张家口机场空中相撞1982年9月20日 · 中國民航2311號班機空難1982年12月24日 · 中国民航296号航班劫机事件1983年5月5日 · 1983年桂林奇峰岭机场撞机事件1983年9月14日 · 中國民航5109號班機空難1985年1月18日 · 中国西南航空4146号班机空难1988年1月18日（重庆空难） · 中國新疆航空9501號班機事故1988年7月11日 · 中國南方航空301號班機空難1988年8月31日 · 山西航空4218号班机空难1988年10月7日 · 中國東方航空5510號班機空難1989年8月15日 · 中國國際航空981號班機劫機事件1989年12月16日（张振海劫机案）

### 1990年代
1990年广州白云机场劫机相撞事件1990年10月2日 · 1991年中国人民解放军陆军航空兵S-70直升机坠毁事故1991年6月16日 · 中國通用航空2755號班機空難1992年7月31日（南京7·31空难） · 武汉航空4211号班机空难1992年10月8日 · 中国南方航空3943号班机空难1992年11月24日（桂林11·24空难） · 中国东方航空583号班机事故1993年4月6日 · 中國西北航空2119號班機空難1993年7月23日（银川空难） · 中國東方航空5398號班機空難1993年10月26日 · 中國北方航空6901號班機空難1993年11月13日 · 中國西北航空2303號班機空難1994年6月6日（6·6空难） · 中國南方航空3456號班機空難1997年5月8日（5·8空難） · 中國東方航空586號班機事故1998年9月10日 · 中國國際航空905號班機劫機事件1998年10月28日 · 中國西南航空4509號班機空難1999年2月24日 · 大韓航空6316號班機空難1999年4月15日（莘庄空难）

### 2000年代
武漢航空343號班機空難2000年6月22日（6.22空难） · 中美撞机事件2001年4月1日（81192撞机事件） · 中国国际航空129号班机空难2002年4月15日（釜山空难） · 中国北方航空6136号班机空难2002年5月7日（5·7空難） · 中國東方航空5210號班機空難2004年11月21日（包头11·21空难） · 安徽广德6·3空难2006年6月3日 · 中國南方航空6901號班機爆炸未遂事件2008年3月7日 · 2008年大连机场跑道入侵事件2008年4月30日 · 5·31四川救災直升機失事事故2008年5月31日 · 海南航空7227號班機事故2008年8月18日 · 艾維特航空324號班機空難2009年11月28日

### 2010年代
河南航空8387号班机空难2010年8月24日（伊春空难） · 天津航空7554号班机劫机事件2012年6月29日（和田劫机事件） · 2014年四川郫县飞行器坠毁事件2014年11月15日 · 深圳航空9648号班机纵火事件2015年7月26日 · 中国东方航空5443号班机事件2016年5月1日 · 幸福通航6005号班机空难2016年7月20日 · 2016年虹桥机场跑道入侵事件2016年10月11日 · 中国东方航空765号班机事故2017年5月24日 · 中国东方航空736号班机事故2017年6月11日 · 中国国际航空1350号班机劫持事件2018年4月15日 · 四川航空8633号班机事故2018年5月14日 · 2018年云南凤翔通用航空公司直升机坠毁事故2018年6月16日 · 厦门航空8667号班机事故2018年8月16日 · 2019年中国海军战机海南坠毁事故2019年3月12日

### 2020年代
2020年3月解放军驻港部队直升机失事事故2020年3月30日 · 2021年北大荒通用航空公司B-10GD飞机空难2021年3月1日 · 中国东方航空5735号班机空难2022年3月21日